# 国民共和党 (アメリカ)
国民共和党（こくみんきょうわとう、英: National Republican Party）は、1824年から1834年までアメリカ合衆国に存在した、ジョン・クィンシー・アダムズの支持者と反ジャクソンを掲げる政治家の政党である。
アダムズが1825年に大統領になる前に、それまでの10年間以上アメリカでは実質的に唯一の政党であった民主共和党が解体を始め、その構造基盤と自己同一性を失いつつあった。その党員集会ではもはや候補者を選ぶために会することはなかった。1824年アメリカ合衆国大統領選挙の後、アダムズを支持する派閥とジャクソンを支持する派閥が成長した。アダムズ派の政治家は次第に国民共和党に発展していき、ジャクソンを支持する政治家は後に現在に続く民主党を形成するに至った。
アダムズを支持したその場限りの連衡は、1828年アメリカ合衆国大統領選挙でアダムズが敗れた後にバラバラになった。新しく大統領になったジャクソンに対する主要反対党はヘンリー・クレイが作り運営した国民共和党あるいは反ジャクソン党であった。アダムズ派と同じく国家主義的な展望を共有し国家の資源を使って強力な経済を造ろうとした。その綱領はクレイの「アメリカ・システム」で表され、より早く経済の発展を促すために国が資金を手当てして内陸の開発と保護関税を布くことであった。さらに重要なことは、異なる地域の様々な利益を一つに纏め上げることで、国の統一性と調和を促進しようと意図したことだった。国民共和党は合衆国を統合され組織化された全体と見た。このために庶民はクレイをその国民の利益のために分かりやすい考え方を示したとして理想化した。逆に国民の利益を消費して地元の利益に迎合する「党派」政治家として識別する者たちを軽蔑した。1831年12月には初めて党の国民集会を開催し、クレイを大統領候補に、ジョン・サージェントを副大統領候補に指名した。
クレイが1832年の大統領選挙で敗れた後は、ホイッグ党が1833年から1834年にかけて国民共和党の連携者として台頭し、ジャクソンの政策に不満を抱いていた反メイソン党や10年前に消えた連邦党とともに政治活動を終わらせていた人々を糾合した。
| 大統領選の候補者と結果 |      |                              |                      |
| 年                     | 結果 | 大統領候補者                 | 副大統領候補者       |
| 1828年                 | 敗北 | ジョン・クィンシー・アダムズ | リチャード・ラッシュ |
| 1832年                 | 敗北 | ヘンリー・クレイ             | ジョン・サージェント |